# National Commission on Federal Election Reform
La National Commission on Federal Election Reform (« Commission nationale pour la Réforme de l'Élection Fédérale ») était une commission qui visait à améliorer le système électoral américain.
Les résultats de l'élection présidentielle américaine de 2000 furent très controversées. De nombreux demandes de contrôles furent demandées à la Cour suprême des États-Unis avant qu'Al Gore reconnaisse la victoire du Président George W. Bush.
À la suite de cette affaire, la commission fut créée par le Miller Center of Public Affairs de l'université de Virginie et la The Century Foundation. Son but était d'avaluer les réformes à effectuer et d'offrir une analyse non partisane au Congrès des États-Unis d'Amérique et au peuple américain. La fondation fut coprésidée par Jimmy Carter, Gerald Ford, Robert Henry Michel et Lloyd Norton Cutler. Elle était composée de chefs politiques reconnus de tous horizons politiques. Le rapport final fut présenté au Congrès et à la Maison-Blanche le 31 juillet 2001.
En 2002, la loi Help America Vote Act (HAVA) fut votée par le congrès et signée par le président Bush. Cette loi, acceptée par les deux partis principaux américains, se base sur les recommandations de la commission.